# نادي مارتيغ
نادي مارتيغ لكرة القدم (بالفرنسية: Football Club de Martigues)‏ نادي كرة قدم فرنسي يلعب في دوري الدرجة الرابعة . تم تأسيس النادي في سنة 1921 .